# Субтитры

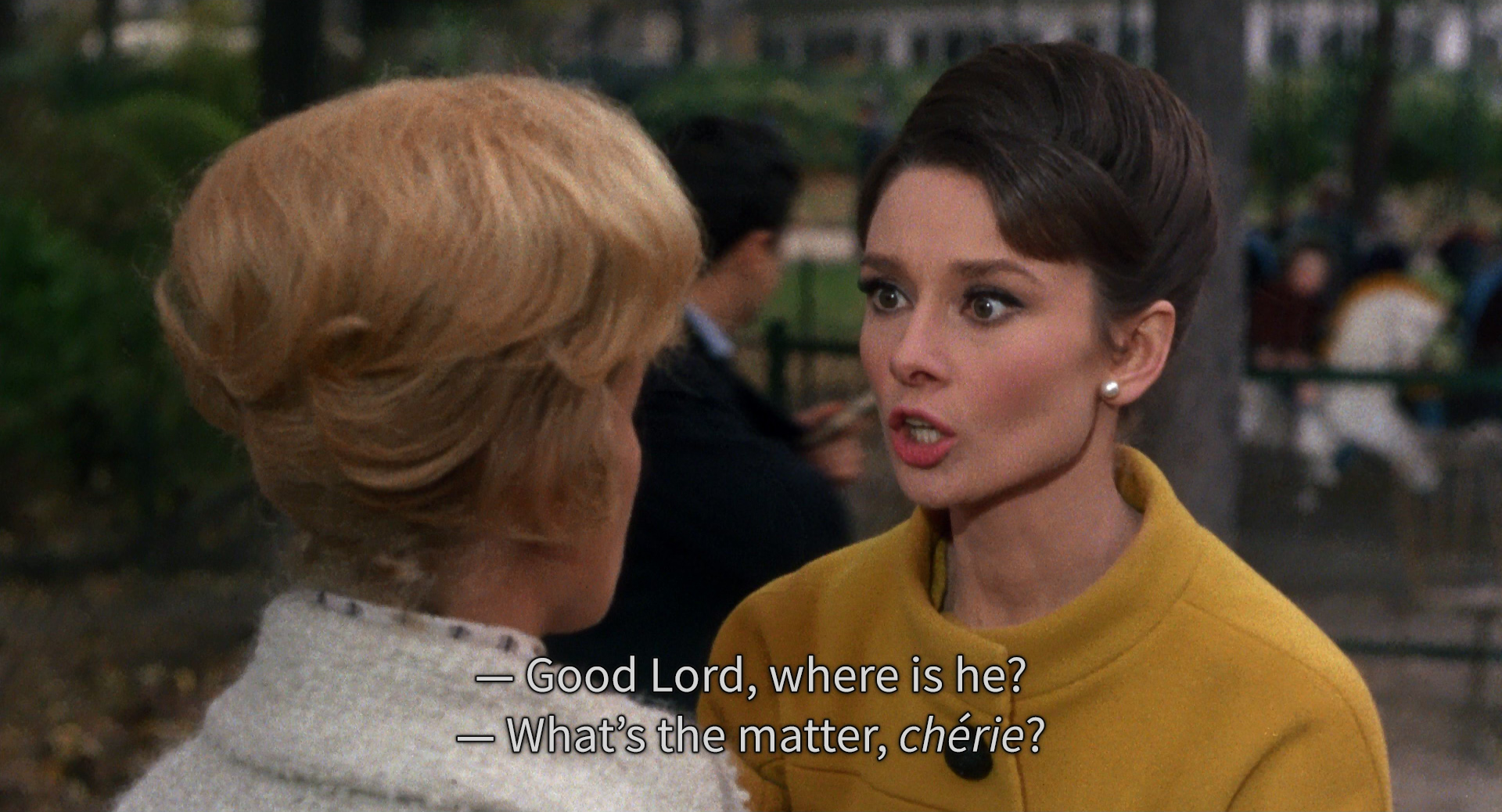
Пример субтитров. Фильм «Шарада»

Субти́тры (от фр. sous-titres — «подписи»; жарг. са́бы, от англ. subtitles) — текстовое сопровождение видеоряда на языке оригинала или переводное, дублирующее и иногда дополняющее, например для зрителей с нарушенным слухом, звуковую дорожку кинофильма или телепередачи. В субтитрах отражена прежде всего речь людей и персонажей в кадре, но иногда таким образом отображаются дополнительные комментарии. Обычно субтитры оформляют как текст, написанный шрифтом среднего размера и расположенный в нижней части экрана (лат. sub — «под»). Слово «титры» означает текст, который отображается на экране в любой момент просмотра.

## История появления
Субтитры впервые появились в звуковом кинематографе для осуществления международного обмена фильмами. Текст субтитров чаще всего содержал слова песен, исполняемых на иностранном языке, и не поддающихся переозвучиванию. Реже субтитры использовались для полного перевода речевой фонограммы. В отличие от интертитров немого кино, выполнявшихся в виде отдельных монтажных кадров, субтитры должны быть видимы на экране одновременно с изображением. В классической «оптической» технологии кинопроизводства, использовавшейся до конца XX века, субтитры усложняли процесс создания готового фильма. Существовало два основных способа их изготовления: оптическим впечатыванием в мастер-позитив на специальных кинокопировальных аппаратах или механической печатью на разбухшем желатине эмульсии фильмокопий. Гораздо реже использовалось физико-химическое субтитрирование, когда специальное клише выдавливало текст в предварительно нанесённом на проявленную позитивную киноплёнку защитном слое, предохраняющем остальное изображение от отбеливающего раствора. Два последних способа наиболее трудоёмки и осуществлялись покадрово на специальных субтитровых машинах.
В телевидении субтитры первоначально начали использоваться для повышения доступности телепрограмм слабослышащим людям. В дальнейшем субтитры стали применяться также в качестве комментариев к изображению: указания имени говорящего человека и дополнительной информации, отсутствующей в дикторском тексте. Последние способы использования титров потребовали создания новых технологий, позволяющих включать текстовую информацию непосредственно в видеосигнал в реальном времени. В эфирных телестудиях появилась должность редактора титров, требующая высокой квалификации. С появлением видеомагнитофонов и оптических видеодисков создание субтитров в видеорелизах кинофильмов упростилось за счёт использования телевизионных разработок. На DVD-дисках наличие субтитров, в том числе скрытых, стало повсеместным. Современная цифровая технология кинопроизводства Digital Intermediate также упростила процесс, позволяя генерировать субтитры при изготовлении цифровой мастер-копии фильма. Получаемый в фильм-рекордере дубльнегатив содержит готовые субтитры, а при цифровом кинопоказе стал возможен выбор субтитров на нескольких языках, включённых в пакет DCI.

## Использование
Субтитры необходимы не только слабослышащим или глухим людям, иногда субтитры содержат дополнительную информацию о происходящем на экране, например комментарии к фильму, объяснение сложных для понимания терминов, названий и др. Субтитры используют для просмотра фильмов с оригинальной звуковой дорожкой. Во многих странах это обычный способ просмотра иностранных фильмов и телепередач, поскольку при просмотре с субтитрами человек не может полноценно воспринимать остальную визуальную информацию; такой подход позволяет снизить интерес к зарубежным фильмам и поддержать местных производителей, кроме того, создание субтитров намного дешевле дублирования. Дубляж в этих странах используется только в фильмах для детей. В Западной Европе дублирование используется, в основном, только в Германии, Испании, Италии и Франции, что исторически было связано с более широкими возможностями цензуры.
Двойные субтитры могут использоваться для изучения иностранного языка.
Субтитры могут использоваться и в тех случаях, когда при просмотре телевизионной передачи или фильма необходимо соблюдать тишину или если просмотр идёт в условиях повышенного шума, а также для расшифровки видеозаписи с невнятной речью говорящего или, если в телепередаче показываются фрагменты видео-/аудиозаписи с плохим качеством звука (перехваченный телефонный разговор, съёмка скрытой камерой, оцифровка оперативной съёмки органов внутренних дел).

## Характеристики
Субтитры различаются по степени детализации событий. Обычно субтитрируются только реплики персонажей. Если субтитры служат для перевода фильма, то в них комментируются и надписи, появляющиеся в кадре. В том же случае, когда субтитры создают для людей с ограничениями слуха, часто в них фиксируют и важные звуковые события: например, в тот момент, когда герой фильма ужасов слышит зловещий скрежет, может появиться субтитр «(зловещий скрежет)». Такие субтитры могут не показываться при обычном просмотре. Субтитры, невидимые в обычном режиме, но которые можно включить (сделать видимыми) в любой момент называются скрытыми субтитрами. В США скрытые субтитры называются closed captions, поскольку они кодируются для возможной активации в телевизионных приёмниках, в отличие от обычных субтитров (subtitles, или open captions), которые либо отображаются по умолчанию, либо могут быть включены через меню DVD.
Также существуют форсированные субтитры (forced). Они применяются там, где по каким-либо причинам перевод названий на картинке или речи неуместен. Например речь инопланетных существ или иностранцев (в том случае, если герои фильма не понимают речи иностранцев, а режиссёр хочет предоставить зрителю дополнительную информацию). Или пример, когда нам переведены не все диалоги, а только часть. Например, когда мы смотрим русский фильм, то субтитры не нужны, а когда эти герои начинают разговаривать на другом языке, то нам дают субтитры этого диалога.
Субтитры могут быть включены в видеоряд, наложены поверх изображения или получены из отдельного файла с их текстом. Обычно DVD с фильмами содержат субтитры к ним. Распространено создание кустарных субтитров, так называемый фэнсаб. Такие субтитры распространяются либо вместе с видео (вшитые субтитры, часто также жёсткие от англ. hardsubs), либо в виде отдельных файлов (внешние, отключаемые, иногда мягкие субтитры).

## Субтитры в аналоговой форме
Для кинофильмов и домашнего видео (VHS) с записью в SÉCAM и PAL единственной формой субтитров могут быть жёсткие, то есть наложенные на изображение ещё до момента записи носителя. Для телевизионного показа и домашнего видео в формате NTSC используются субтитры closed captions (см. выше). Субтитры могут также передаваться в форме телетекста.

## Субтитры в цифровой форме

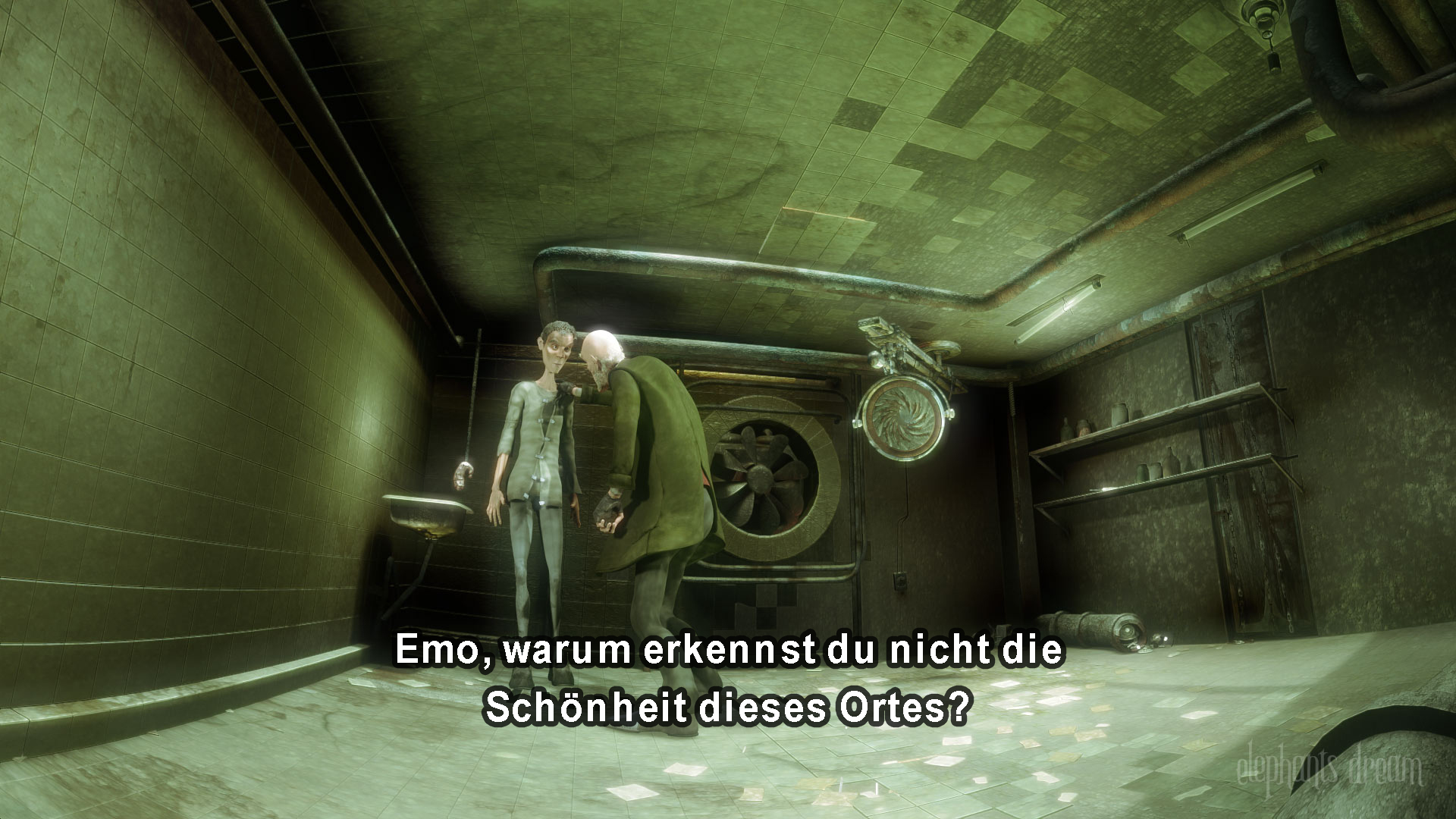
Сцена из м/ф Elephants Dream с субтитрами на немецком языке

Субтитры к видео в цифровой форме (DVD-video, MPEG-2, MPEG-4) могут быть:
- вшитые (также называются жёсткими, также хардсабы — жарг. от англ. Hard subtitles) — изображение с текстом субтитров накладывается на исходное видео в процессе создания итогового файла (кодировании). Такие субтитры не накладывают никаких дополнительных требований на проигрывателей, но их невозможно отключать, и они ухудшают качество кодируемого видео из-за множества мелких контрастных деталей в кадре. Качество и сложность вшитых субтитров могут быть максимальными: всё, что могут пререндеренные или программные субтитры, могут и вшитые (любые шрифты, любые языки, любые видеоэффекты…).
- пререндеренные (от англ. prerendered subtitles) — субтитры представляют собой уже готовые изображения, хранящиеся раздельно от видео (хотя, быть может, и в одном файле с ним). Такие субтитры требуют поддержки со стороны плееров, и обычно не слишком высокого качества (из-за того, что для хранения таких субтитров используются растровые форматы с малым количеством цветов, что не позволяет выполнять сглаживание шрифтов), однако не имеют проблем с представлением текстов на разных языках, не создают чрезмерной нагрузки на плеер и не отнимают большую долю видеопотока. Именно в таком виде находятся субтитры на DVD-video.
- программные (также называемые мягкими — жарг. от англ. soft subtitles) — субтитры, представляющие собой текстовые данные, интерпретируемые видеоплеером и накладываемые на изображение. В ряде случаев данные субтитров могут содержать элементы разметки (размер, цвет, гарнитура, положение на экране). Предъявляют, по сравнению с остальными вариантами, более высокие требования к воспроизводящему оборудованию (программе) в связи с необходимостью отрисовывать шрифты (обычно векторные) и возможные эффекты в реальном времени. Как правило, текст позиционируется на экране лишь приблизительно: с одной стороны, плеер может варьировать шрифт или его размер, чтобы отобразить субтитры имеющимися средствами, с другой — сложно или невозможно расположить надпись в заданной точке экрана, чтобы перевести, например, вывеску. Также у некоторых форматов существуют проблемы с представлением текста на нескольких языках из-за использования одной однобайтной кодировки. Многие компьютерные плееры могут подключать внешние файлы субтитров. Это позволяет для непереведённого официально фильма подобрать именно тот любительский перевод, который нужен. Данный подвид субтитров также можно программно включать, отключать, переключать или отображать одновременно два комплекта субтитров. При использовании современных медиаконтейнеров (mkv, mp4, ogm, WebM) имеется возможность встраивать субтитры отдельным потоком, наряду с потоками видео, аудио и пр., в файл-контейнер без использования внешних файлов.

Одним из главных преимуществ пререндеренных и программных субтитров является возможность наличия нескольких переводов (например, для нескольких языков), а также возможность отключать субтитры (что невозможно для вшитых субтитров).
Субтитры также подразделяются на две категории по форме, в которой хранятся:
- Внешние — представляют собой один или несколько отдельных файлов, обычно с именем полностью или частично совпадающим с именем видеофайла, но с другим расширением: SRT, SUB, TXT (подробнее см. ниже).
- Встроенные (также называемые внутренними) — находятся в одном файле с видео.

### Популярные форматы внешних субтитров
- srt — текстовый формат субтитров программы SubRip. Изначально не поддерживал элементов оформления текста. В дальнейшем был расширен поддержкой цветов и начертаний символов (курсив, жирность текста). Для расширенной настройки стилей иногда используются ass-теги.
- smi (smil) — текстовый формат субтитров, основанный на SGML. Предусматривает практически все возможности для оформления текста, поддерживаемые стандартами HTML и CSS.
- s2k — текстовый формат субтитров программы Sasami.
- ssa — текстовый формат субтитров программы Sub Station Alpha. Предусматривает задание цвета, положения символов, размер букв, гарнитуру; позволяет применять сложные видеоэффекты в отношении символов (затенение, движение, повороты и т. д.); может содержать текст в нескольких различных кодировках.
- ass — текстовый формат субтитров Advanced Sub Station Alpha (впервые реализовано в программе Medusa), дальнейшее развитие формата ssa.
- sub/idx — двоичный формат пререндеренных (графических) субтитров, извлечённых из DVD с помощью специальной программы. Такие субтитры могут быть подключены к видео с помощью DirectShow-фильтра VSFilter (прежнее название VobSub).
- WebVTT - стандарт Консорциума Всемирной паутины для HTML5.
- Timed Text (TT) — формат на основе XML, разрабатываемый Консорциумом Всемирной паутины.

### Контейнеры с поддержкой субтитров
- ogm — Ogg Media, модификация контейнера Ogg для поддержки видео и субтитров. Обычно содержит отключаемые встроенные программные субтитры, аналогичные srt.
- mkv — Матрёшка, открытый контейнер, способный содержать видео, аудио и отключаемые встроенные программные субтитры форматов srt, ass и vobsub.
- mp4 — формат медиаконтейнера MPEG-4, являющийся частью стандарта MPEG-4. Используется для упаковки цифровых видео- и аудиопотоков, субтитров, афиш и метаданных, которые определены группой специалистов MPEG.

### Аудиосубтитры
Отдельным классом форматов субтитров является LRC, применяемый обычно в караоке или просто для просмотра таймированных текстов песен, на языке оригинала (в том числе на иероглифических языках) либо в переводе (в целях культурного обмена).
Для использования этих стихов существует множество программ, например, MiniLyrics.